# Fuentes de Ebro
Fuentes de Ebro es un municipio español, perteneciente a la Comarca Central (provincia de Zaragoza, Aragón). Su proximidad con Zaragoza favorece un continuo crecimiento demográfico, industrial y comercial que se complementan con la modernización y consolidación del sector agrícola, beneficiado también por la cercanía del río Ebro, y en menor medida el pequeño río Ginel, afluente del primero. De este último sector cabe destacar la cebolla Fuentes de Ebro, una denominación de origen protegida.
El municipio incluye la localidad de Rodén, situada a 3 km del casco urbano de Fuentes de Ebro.

## Geografía
Integrado en la Comarca Central de Aragón, se sitúa a 27 kilómetros de Zaragoza. El término municipal está atravesado por la carretera nacional N-232, entre los pK 204 y 214, además de por una carretera local que conecta con Mediana de Aragón.
El relieve está definido por la Depresión del Ebro. El río Ebro pasa por algunos tramos del municipio por el norte, mientras que el río Ginel, su afluente, cruza el territorio procedente de Mediana de Aragón. La altitud oscila entre los 408 metros al sur (Pedriza) y los 170 metros a orillas del río Ebro. El pueblo se alza a 196 metros sobre el nivel del mar.
Parte de su término municipal está ocupado por la Reserva natural dirigida de los Sotos y Galachos del Ebro.[cita requerida]
| Noroeste: Villafranca de Ebro               | Norte: Osera de Ebro | Noreste: Osera de Ebro |
| Oeste: El Burgo de Ebro y Mediana de Aragón |                      | Este: Pina de Ebro     |
| Suroeste: Mediana de Aragón                 | Sur: Belchite        | Sureste: Quinto        |

## Historia
A finales de agosto de 1937 comenzó, por parte del ejército de la República, la ofensiva en el frente de Aragón con la intención de llegar a Zaragoza y atraer a las tropas enemigas del frente norte que amenazaban con conquistar Santander. Fuentes de Ebro era el último reducto de defensa antes de llegar a Zaragoza. La ofensiva fue un fracaso, pero las consecuencias para el municipio de Fuentes fueron devastadoras. Las torres de las iglesias solían quedar muy castigadas por ser puntos estratégicos de observación, como la torre de la iglesia de San Miguel Arcángel. En 1942 la torre ya había sido reparada reponiendo los trozos que habían volado por los proyectiles de artillería.[cita requerida]
Desde 1976, el pueblo de Rodén depende administrativamente del municipio de Fuentes de Ebro.

### Fuentes de Ebro, Villa de los Fernández de Heredia
Juan Fernández de Heredia (Munébrega 1310 - Avignon 1396) fue Gran Maestre de la orden de San Juan de Jerusalén y extendió su influencia por Rodas (Grecia), Malta y Avignon (Francia).
Relación de los Fernández de Heredia con Fuentes de Ebro:
Hasta 1459 no se constituye el Condado de Fuentes, que englobaba Fuentes de Ebro, Mediana, Fuendetodos, Jaulín, María y Botorrita. Desde el Gran Maestre Juan Fernández de Heredia todos sus herederos se llamaron como él, según lo había dispuesto en su testamento, obligación que implicaba también llevar sus armas: cinco o siete castillos.
Los condes de Fuentes construyeron un suntuoso palacio que disponía de capilla propia y lujosos espacios con tapices y alfombras. Albergaba una importante colección de cuadros de pintura con retratos familiares y del rey Felipe II. En las alcobas de los condes y de sus hijos destacaban las camas doradas con paramentos de damasco azul y alamares de oro y seda, además de terciopelo carmesí luciendo el escudo condal. Este ajuar se complementaba con vajillas de plata y abundantes joyas. No faltaba la carroza familiar tirada por caballos.
Lamentamos la pérdida de tanto patrimonio artístico en cuyo deterioro intervino el haber servido como fuerte a los franceses durante la Guerra de la Independencia.
María Francisca Moncayo Fernández de Heredia se casó con Antonio Pignatelli de Aragón. El hijo mayor de este matrimonio hereda el condado de Fuentes. Otro hijo, Mosén Ramón Pignatelli impulsó la creación de la Real Sociedad Económica Aragonesa de Amigos del País (germen de Ibercaja) y la construcción del Canal Imperial de Aragón, así como la plaza de toros de la Misericordia de Zaragoza.

## Demografía
Fuentes de Ebro cuenta con una población de 4631 habitantes (INE 2024).
| Gráfica de evolución demográfica de Fuentes de Ebro entre 1842 y 2021 |
| |
| Población de derecho según los censos de población del INE Población de hecho según los censos de población del INEEntre el censo de 1981 y el anterior, crece el término del municipio porque incorpora a 50226 (Rodén) |

## Economía

### Canteras de alabastro y cristales de yeso

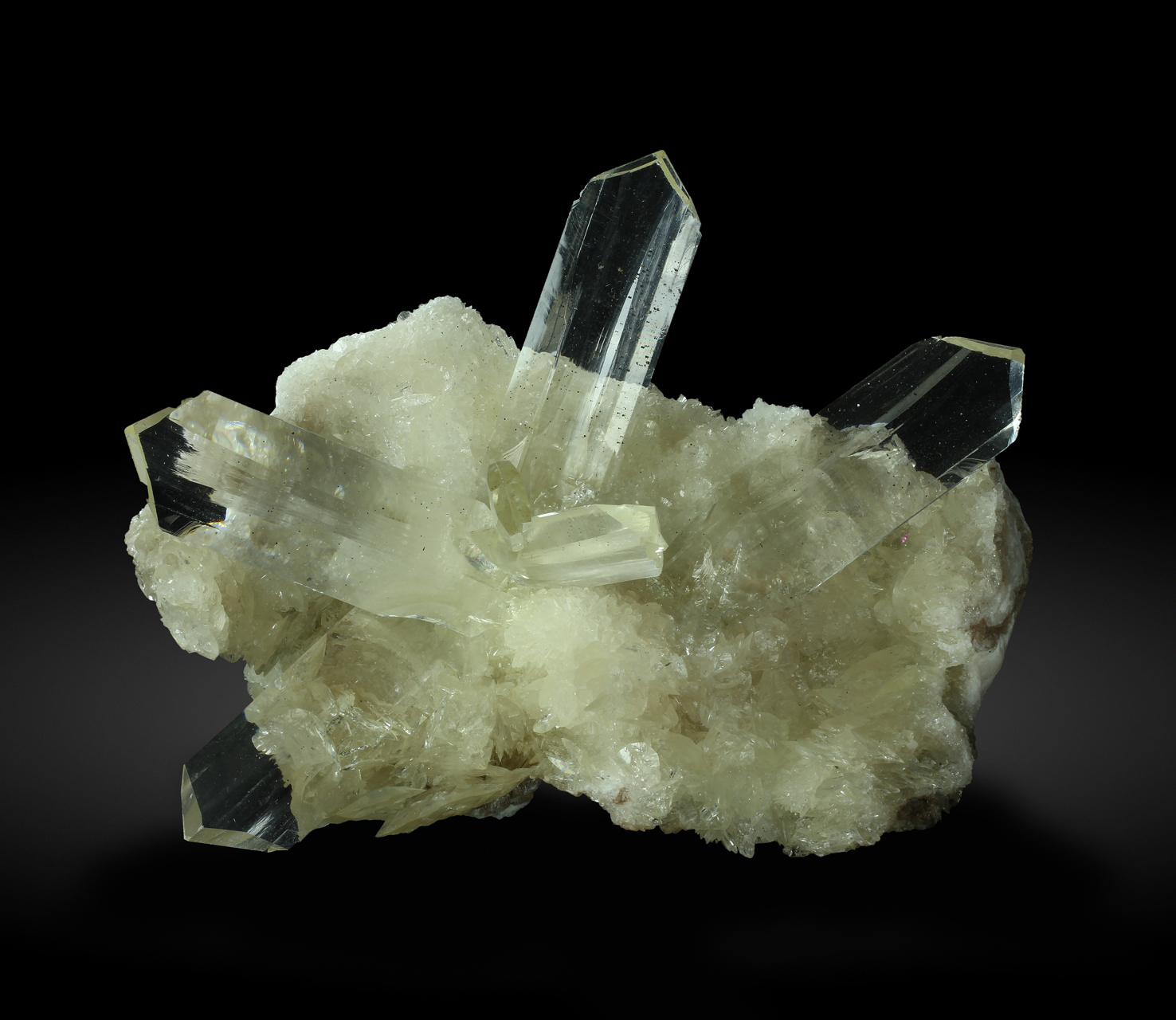
Cristales de yeso en una cavidad en alabastro. Fuentes de Ebro, Zaragoza (España). Foto J. Callén. Col. M. Calvo

El municipio de Fuentes de Ebro es conocido por la presencia en él de varias canteras de alabastro (yeso finamente granudo de color blanco), en las que se extrae este mineral en nódulos de tamaño métrico. Parte del alabastro se transforma en talleres artesanales de la zona, pero la mayor parte se exporta a otros lugares, Cintruénigo (Navarra), Cataluña e incluso a Italia. Ocasionalmente se encuentran en la zona exterior de algunos nódulos o en los espacios entre ellos cavidades con cristales de yeso en forma de "espada romana", transparentes y muy brillantes de hasta 10 cm de longitud, muy apreciados por coleccionistas y museos.

## Símbolos
Sus armas heráldicas, procedentes de la familia noble aragonesa de los Fernández de Heredia, consisten en un escudo con campo de gules, y en él cinco torres o castillos de plata.[cita requerida]

## Administración y política

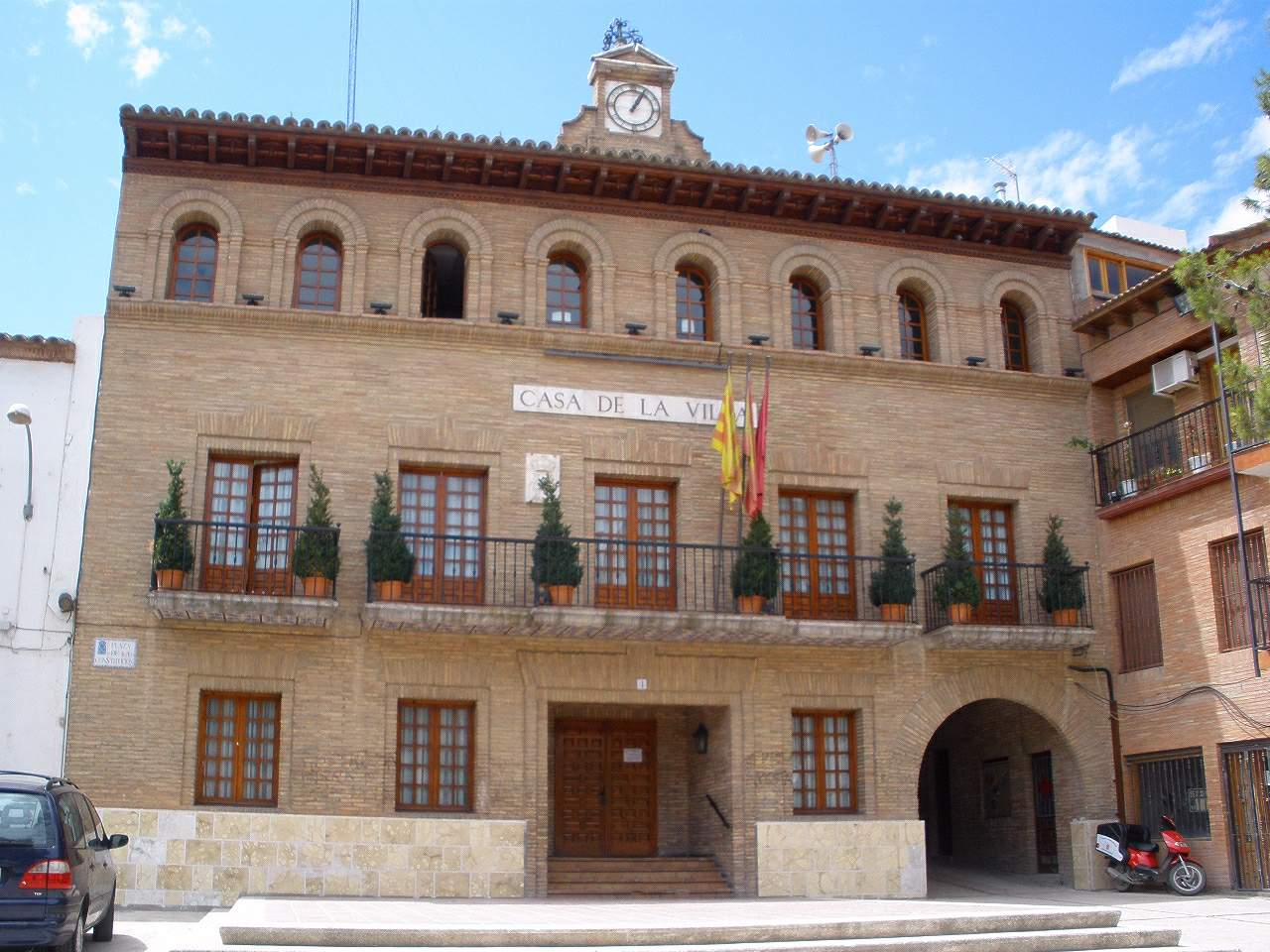
Ayuntamiento de Fuentes de Ebro

| Periodo   | Nombre                     | Partido | Partido                                            |
| --------- | -------------------------- | ------- | -------------------------------------------------- |
| 1979-1999 | Joaquín Molinos Follos     |         | Partido de los Socialistas de Aragón (PSOE-Aragón) |
| 1999-2003 | Santiago Erlac Miguel      |         | Partido Popular de Aragón (PP)                     |
| 2003-act. | María Pilar Palacín Miguel |         | Partido de los Socialistas de Aragón (PSOE-Aragón) |

| Partido político    | Partido político                                   | 2003   | 2007   | 2011   | 2015   |
| Partido político    | Partido político                                   | Ediles | Ediles | Ediles | Ediles |
|                     | Partido de los Socialistas de Aragón (PSOE-Aragón) | 6      | 7      | 6      | 6      |
|                     | Partido Popular de Aragón (PP)                     | 4      | 3      | 4      | 4      |
|                     | Partido Aragonés (PAR)                             | 1      | 1      | 1      | 1      |
|                     | Chunta Aragonesista (CHA)                          | 0      | 0      | 0      | —      |
| Total de concejales | Total de concejales                                | 11     | 11     | 11     | 11     |

## Cultura

### Patrimonio
Cabe destacar, dentro de su patrimonio artístico, la iglesia parroquial, dedicada a San Miguel Arcángel, patrón del pueblo.
No hay que olvidar las imponentes ruinas del pueblo viejo de Rodén, entre los que se encuentra su castillo y su iglesia y que recuerdan la pasada guerra civil española.
Zona arqueológica de La Corona, declarada bien de interés cultural.

### Fiestas
- 29 de septiembre: fiestas mayores en honor de San Miguel Arcángel.
- 15 de mayo: fiestas menores en honor de San Isidro Labrador.
- 17 de enero: festividad de San Antón.
- Festival de Cine de Fuentes de Ebro: uno de los más importantes festivales de cortos de Aragón, que cuenta ya con más de 20 ediciones (se celebra anualmente desde 1996).
- Semana Santa: Fuentes de Ebro cuenta en la actualidad con cinco cofradías, que fieles a la tradición existente en el Bajo Aragón, recorren las calles acompañando sus pasos con tambores, bombos y cornetas.

### Deporte
En fuentes de Ebro hay varias asociaciones encargadas de fomentar el deporte:
- CD Fuentes, de fútbol.
- Club Baloncesto Fuentes.